# إنريكي غارسيا
إنريكي غارسيا (بالإسبانية: Enrique García)‏ (20 نوفمبر 1912 سانتا في الأرجنتين - 23 أغسطس 1969 سانتا في الأرجنتين) هو لاعب كرة قدم أرجنتيني سابق كان يلعب كلاعب وسط.

## مسيرته الكروية
لعب إنريكي غارسيا خلال مسيرته الاحترافية مع نادِ واحدٍ في تسعة مواسم وسجل خلالها 78 هدفًا ضمن 230 مباراة. ولم يفز بأي موسم بالكأس أو بالدوري.
خاض إنريكي غارسيا مسيرته مع نادي راسينغ في موسم 1936 ليلعب معه تسعة مواسم، مشاركًا في 230 مباراة سجل خلالها 78 هدفًا.

## روابط خارجية
- إنريكي غارسيا على موقع قاعدة بيانات كرة القدم.إي يو (الإنجليزية)
- إنريكي غارسيا على موقع ناشيونال فوتبول تيمز (الإنجليزية)